# 深裂黄草乌
深裂黄草乌（学名：Aconitum vilmorinianum var. altifidum）为毛茛科乌头属下的一个变种。

## 扩展阅读
- 維基物種上的相關：深裂黄草乌